# Luka Cruysberghs
Luka Cruysberghs, née le 5 décembre 2000 à Louvain (Belgique), est une chanteuse belge, connue pour avoir été, d'avril 2018 à novembre 2020, la chanteuse du groupe Hooverphonic.

## Biographie
Luka Cruysberghs apparait au public pour la première fois en 2017 lorsqu'elle participe aux auditions à l'aveugle du programme télévisé The Voice van Vlaanderen avec sa version de la chanson Sweet Dreams de Marilyn Manson. Elle convainc les quatre membres du jury de son talent de chanteuse et choisit de rejoindre l'équipe d'Alex Callier et remporte la cinquième saison de cette émission.
En avril 2018, Cruysberghs est présentée comme la nouvelle chanteuse du groupe de rock belge Hooverphonic, le groupe d'Alex Callier, son mentor à The Voice van Vlaanderen. Avec ce groupe, elle devait chanter, pour la Belgique, au Concours Eurovision de la chanson en 2020 mais, pour cause de la pandémie, cette édition est annulée.   
Elle est remplacée au sein du groupe par Geike Arnaert, la chanteuse qui avait quitté le groupe en 2008.

## Discographie

### Singles avec Hooverphonic
- 2018 : Romantic
- 2018 : Uptight
- 2019 : Looking For Stars
- 2019 : Horrible Person
- 2020 : Release Me
- 2020 : Summer Sun

### Singles solo
- 2021 : Not Too Late
- 2022 : FOMO
- 2022 : Blame
- 2022 : Kill For You